# Cicurina
Cicurina là một chi nhện trong họ Dictynidae. Vroeger werden de soorten tot de trechterspinnen gerekend.